# 啄花雀属
啄花雀属（学名：Parmoptila）是雀形目的一属，分布于中非和西非的热带丛林中。本属曾被归入多个科中，现在据其繁殖习性，将其暂列入梅花雀科。
属下物种有：
- 红额啄花雀
- （常被归入红额啄花雀）
- 啄花雀